# Juan Izquierdo
Juan Manuel Izquierdo Viana (ur. 4 lipca 1997 w Montevideo, zm. 27 sierpnia 2024 w São Paulo) – urugwajski piłkarz występujący na pozycji środkowego obrońcy. Od 2024 roku był zawodnikiem Nacionalu.